# Reformationen i Schweiz
Reformationen i Schweiz var en process genom vilken flera av kantonerna i Schweiz bröt med katolska kyrkan och genomförde den protestantiska reformationen.
Reformationen i Schweiz påbörjades då Huldrych Zwingli fick stöd av allmänheten i Zürich och dess magistrator Mark Reust, vilket ledde till att reformationen genomfördes i Zürich 1523-1525. Reformationen spred sig därefter från Zürich till flera andra kantoner. Sju kantoner förblev dock katolska vilket ledde till Kappelkrigen 1529-1531. Sedan dessa slutat med seger för katoliker, infördes en katolsk motreformation i flera av de protestantiska kantonerna. Efter detta slöt protestantiska och katolska kantoner en spänd fred. En ömsesidiga misstron förstörde en enda utrikespolitik och präglade deras inrikespolitik, men fred rådde i fortsättningen och en enad front utåt: protestanter och katoliker tjänade sida vid sida i de franska hugenottkrigen, och neutraliteten bevarades under trettioåriga kriget.  